# Novancia
Novancia Business School Paris (plus couramment appelé Novancia et anciennement ECCIP) était une école de commerce publique consulaire française membre de la CGE, inaugurée en novembre 2011, à la suite de la fusion des écoles Advancia et Négocia, gérée et financée par la chambre de commerce et d'industrie de région Paris - Île-de-France tout comme l'ESCP Europe.  
Dans le cadre de l’évolution du portefeuille de formations de la Chambre de commerce et d’Industrie de Paris Île-de-France, les parcours de formations de l'ESCP Europe et Novancia ont fusionnés et ont donné naissance à l'ESCP Business School, école de commerce de la CCIP avec HEC. 
Novancia dispensait un enseignement en sciences économiques, management, commerce, finance, ressources humaines, marketing, communication et entrepreneuriat.
Novancia cède son campus à l'ESCP Business School en 2016, une autre école de la chambre de commerce et d'industrie de région Paris - Île-de-France. À la suite de cette reprise, ses formations ont cessé à l'automne 2019. Le titre RNCP de Novancia pour le bachelor a également été repris par l'ESCP, lui permettant de proposer un diplôme bac+3, Bachelor in Management (BSc).
L'ancien campus de Novancia est utilisé pour les formations Executive Education, les Mastères Spécialisés (MS) / Masters of Science (MSc) et le Master in Business Administration (MBA) de l'ESCP Business School.

## Chronologie
- 1863 : Création de l'ECCIP - École commerciale de la CCIP Rive Droite (Chambre de commerce et d'industrie de Paris)
- 1908 : Création de l'École commerciale de la CCIP Rive Gauche[3]
- 1993 : Création de Négocia, centre international de formation à la vente et à la négociation de la CCIP, regroupant plusieurs écoles dont l'Académie commerciale internationale (ACI) créée en 1920
- 1999 : Création d'Advancia, née de la fusion de l'ECCIP et du CPSS Trudaine (école des assistants d'entreprise). Advancia est spécialisée dans l'entrepreneuriat, le management et la finance-contrôle de gestion.
- 2007 : Rapprochement administratif d'Advancia et de Négocia
- 2008 : Advancia et Négocia deviennent membres du chapitre des écoles de management de la Conférence des grandes écoles [4]
- 2010 : L'Association to Advance Collegiate Schools of Business (AACSB) valide le dossier d'éligibilité d'Advancia et de Négocia et intègre officiellement dans le processus d'accréditation[5].
- 2011 : Fusion d'Advancia et de Négocia. Inauguration de Novancia
- 2013 : La réforme des CCI donne naissance le 1er janvier 2013 à la Chambre de commerce et d'industrie de Paris Île-de-France qui regroupe six CCI départementales (dont la CCIP)[6].
- Septembre 2016 : L'ESCP Europe transforme le campus Novancia en un campus ESCP Europe et décide de mettre un terme aux formations organisées sous la marque Novancia[7].
- 2017 : À partir de la rentrée 2017, l'école ne recrute plus d'élèves pour les formations Bachelor Novancia, remplacées par le Bachelor in Management ESCP Europe sous le même titre RNCP. Les diplômés de Novancia font partie du réseau des anciens élèves de l'ESCP Europe.
- Juin 2019 : Arrêt définitif des formations organisées sous la marque Novancia[8].

Philippe Houzé en a été le président.

## Campus

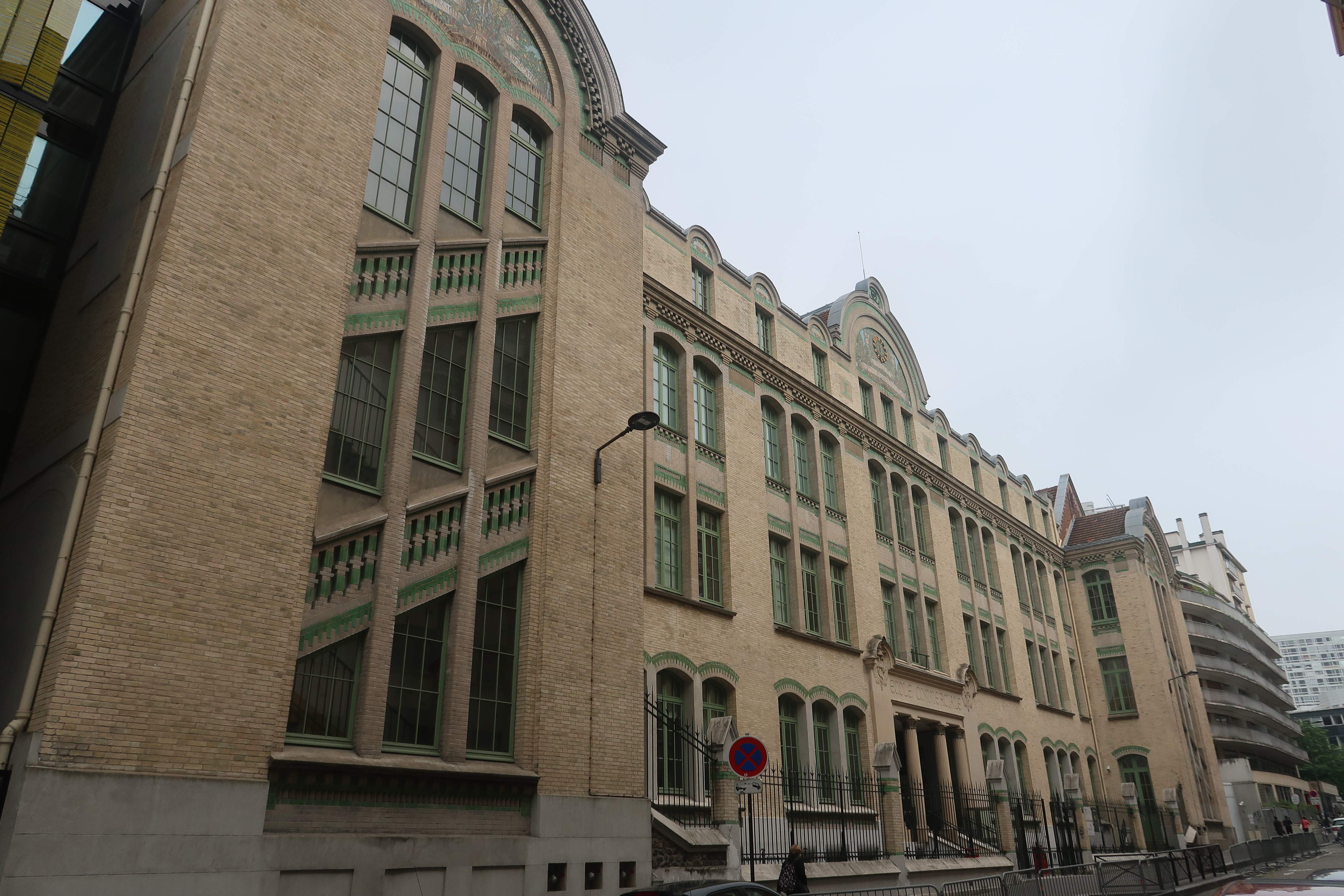
Campus de Montparnasse.

- Montparnasse : 3 rue Armand-Moisant, 75 015 Paris
- Champerret : 8 avenue de la Porte-de-Champerret 75 017 Paris (jusqu'en 2017)

## Formations
Novancia formait des managers en « Business Development ». Elle proposait un programme Grande École en cinq ans, constitué d'un bachelor visé à bac + 3 (en trois ans après le bac) et d'un master visé à bac + 5 grade de master (en deux ans après un bac + 3) ainsi qu'une offre FC destinée aux adultes dans les domaines : commercial, management et entrepreneuriat.

### Programme grande école

#### Bachelor
Le bachelor (Diplôme d’études supérieures en commerce et entrepreneuriat) constituait la 1re étape du cursus grande école en cinq ans de Novancia. Elle était réalisée en trois ans. Jusqu'en 2016, l'étudiant pouvait choisir de continuer en master, possibilité fermée par le repreneur de l'école (ESCP Europe).
En 1re année, l'admission se déroulait via le concours Atout + 3, ouvert aux candidats et aux titulaires du baccalauréat ainsi qu'aux titulaires d'un diplôme admis en équivalence.
En 3e année, l'admission se déroulait par la voie d'un concours propre à l'école. Elle s'effectuait après un Bac + 2. La 2 et la 3e année pouvaient se faire en apprentissage.

##### Diplôme visé Bac+3
Par arrêté du 11 juillet 2011 paru au Bulletin Officiel no 30 du 25 août 2011, Novancia était autorisée à délivrer un diplôme visé Bac+3 par le ministre chargé de l’Enseignement supérieur jusqu'au 1er septembre 2017. 

#### Master
Le master (Diplôme d'études supérieures en entrepreneuriat et management commercial) constituait la 2e étape du cursus grande école en cinq ans de Novancia. Il formait sur deux ans, en temps plein ou en apprentissage, des professionnels dans les domaines de l'entrepreneuriat et du commerce.

##### Majeures de spécialisation
- Majeure Entrepreneuriat et Innovation [12]
- Majeure International Business Development [13]
- Majeure Développement commercial et Achats
- Majeure Marketing et Transformation digitale [13]

##### Diplôme visé Bac+5 grade de master
Par arrêté du 20 juillet 2012 paru au Bulletin Officiel no 30 du 23 août 2012, Novancia était autorisée à délivrer un diplôme visé Bac +5 grade de master par le ministre chargé de l’Enseignement supérieur, pour une durée de 5 ans jusqu'au 1er septembre 2017.

#### MSc in International Business Development & Consulting
Le MSc in International Business Development & Consulting (IBD&C) se déroulait dans le cadre du consortium IBSA (International Business School Alliance) fondé en 2003 qui regroupe sept universités partenaires en Allemagne (Hochschule Bremen University of Applied Sciences), États-Unis (University of North Carolina Wilmington UNCW), Espagne (Universitat de Valencia), Grande-Bretagne (University of Hertfordshire), Russie (Institute of Business Studies IBS Moscow), Malaisie (Universiti Tun Abdul Razak) et France (Novancia Business School Paris).

##### Cursus IBSA
À l’issue de douze mois passés chez deux partenaires du consortium IBSA, les étudiants obtenaient un double diplôme master des universités/business schools partenaires où ils avaient séjourné.
Le 1er semestre se déroulait dans l'université d'inscription et est consacré aux enseignements fondamentaux. Les 2e et 3e semestres se déroulaient dans l'une des six autres universités/business schools et sont consacrés à la spécialisation et mémoire de recherche.

##### Accréditation de la Conférence des grandes écoles
Le MSc in International Business Development & Consulting (IBD&C) était accrédité par la Conférence des grandes écoles sous le label Mastère en science (MSc). Créé en 2002 le MSc s'adressait principalement aux étudiants étrangers suivant leur formation dans une école française membre de la Conférence des grandes écoles.